# Качалов Володимир Якович
Качалов Володимир Якович (27 липня 1890, с. Городище, Саратовська губернія, Російська імперія — 4 серпня 1941, селище Стодолище, Смоленська область, РРФСР, СРСР) — радянський воєначальник, генерал-лейтенант (1940). Загинув у бою під час Другої світової війни, але за хибним доносом був оголошений зрадником і заочно засуджений до розстрілу.

## Біографія
Народився у сім'ї чоботаря. Спершу сім'я майбутнього генерала жила в Городищі (нині це місто у Волгоградській області РФ), але згодом перебралася до Царицина. Там же Качалов закінчив церковно-приходмьку школу. У 1910 році закінчив Харківське комерційне училище.
У 1910—1912 роках Качалов служив у Російській імператорській армії. З початком Першої світової війни був знову призваний до війська, брав участь у бойових діях. Дослужився до капітана. Командував ротою, а після Жовтневого перевороту був обраний виборним командиром полку.
У Червоній армії служив з 1918 року, учасник громадянської війни в Росії. Був начальником штабу кавалерійської дивізії, 1-го кавалерійського корпусу, 2-ї Кінної Армії. Під час боїв з Врангелем командував 2-ю кавалерійською дивізією. Був нагороджений орденом Червоного Прапора.
У 1920-ті роки Качалов на чолі 2-ї кавалерійської дивізії брав участь в каральних операціях проти повстанців Махна і проти повстанців на Кубані. Пізніше Качалов командував 11-ю кавалерійською дивізією в боях з басмачами в Центральній Азії. У 1924—1925 роках — інспектор кавалерії Західного фронту, у 1925—1930 роках — командир 10-ї кавалерійської дивізії. Закінчив курси «Постріл» (1928).
У 1930—1931 роках — командир 14-ї кавалерійської дивізії, у 1931—1936 роках — командир 6-ї стрілецької дивізії. Заочно закінчив Особливий факультет Військової академії імені Фрунзе в 1935 році.
В період масових репресій кінця 30-х років в кар'єрі Качалова відбувається стрімкий злет. Після недовгого командування 9-м стрілецьким корпусом у 1937 році він очолює Північно-Кавказький військовий округ. У 1940 році Качалов очолив Архангельський військовий округ.

### Німецько-радянська війна
Після вторгнення Німеччини Архангельський військовий округ було перетворено в 28-му армію, командувачем якої став Качалов. Армія була передислокована на Резервний фронт і діяла в районі на південь від Смоленська. На початку серпня 1941 року 28-ма армія була оточена і знищена в районі Рославля. Генерал Качалов загинув у бою біля села Старинки.

## Репресії і реабілітація
Факт загибелі Качалова в бою був невідомий для радянського командування. За хибним доносом армійський комісар 1-го рангу Мехліс повідомив Сталіна, що Качалов перейшов на бік німців. 16 серпня 1941 року Ставка видала Наказ №270, в якому Качалов був офіційно оголошений зрадником. Незабаром генерала заочно засудили до розстрілу. Сім'ю Качалова було репресовано.
У 1952 році органами МДБ СРСР було проведене розслідування і знайдено тіло генерала Качалова в районі села Старинки. Але лише після смерті Сталіна Качалов був остаточно реабілітований.

## Військові звання
- Комдив (1936)
- Комкор (1938)
- Командарм 2-го рангу (1939)
- Генерал-лейтенант (1940)

## Нагороди
- Два ордени Червоного Прапора (1921; 1938)
- Орден Вітчизняної війни 1-го ступеня (1965; посмертно)
- Медаль «XX років РСЧА»